# Conjuração de Amboise

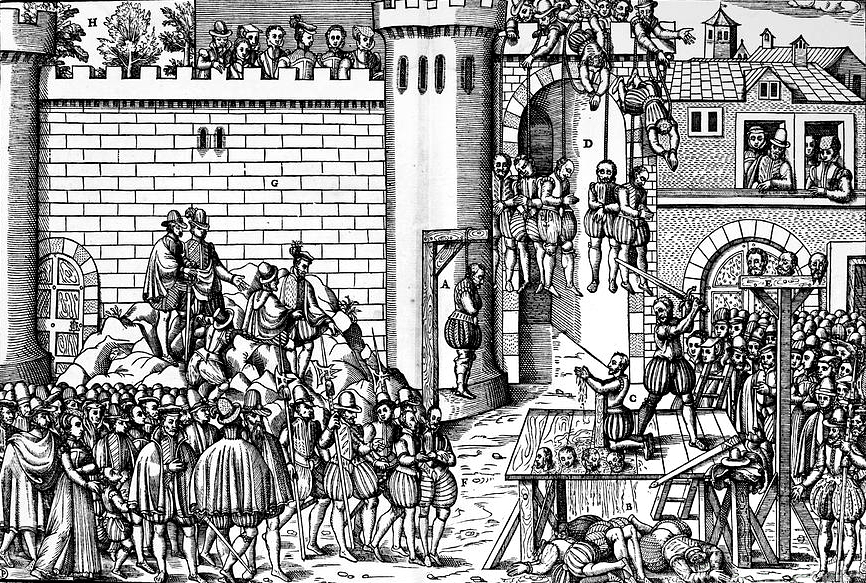
Execução dos conjurados de Amboise

A Conjuração de Amboise foi um incidente político grave, ocorrido em 17 de março de 1560, que prenunciou as guerras religiosas na França (1562-1598).
No século XVI, a intolerância religiosa grassava em larga escala. A Europa estava dividida, assim como os países, as cidades, e até famílias, atingidas por esse clima turbulento e fratricida.
Apoiada pelos Condé, nobres huguenotes, e chefiada por Godofredo de Barry, senhor de La Renaudie a manobra tinha como objetivo subtrair Francisco II à influência dos Guises. Descoberta, a conspiração cruelmente reprimida.